# Seleção Estoniana de Voleibol Masculino
A seleção estoniana de voleibol masculino é uma equipe europeia composta pelos melhores jogadores de voleibol da Estônia. A equipe é mantida pela Federação Estoniana de Voleibol (em estoniano:  Eesti Võrkpalli Liit, EVL). Encontra-se na 28ª posição do ranking mundial da FIVB segundo dados de 16 de setembro de 2023.

## Resultados obtidos nos principais campeonatos

### Jogos Olímpicos
A seleção estoniana nunca participou dos Jogos Olímpicos.

### Campeonato Mundial
A seleção estoniana nunca participou do Campeonato Mundial.

### Copa do Mundo
A seleção estoniana nunca participou da Copa do Mundo.

### Copa dos Campeões
A seleção estoniana nunca participou da Copa dos Campeões.

### Liga das Nações
A seleção estoniana nunca participou da Liga das Nações.

### Liga Mundial
| Ano  | Sede     | Classificação |
| ---- | -------- | ------------- |
| 2017 | Curitiba | 25º           |

### Challenger Cup
| Ano  | Sede       | Classificação |
| ---- | ---------- | ------------- |
| 2018 | Matosinhos | 3º            |

### Campeonato Europeu
| Ano  | Sede                                            | Classificação |
| ---- | ----------------------------------------------- | ------------- |
| 2009 | Turquia                                         | 14º           |
| 2011 | Áustria / Chéquia                               | 12º           |
| 2015 | Bulgária / Itália                               | 11º           |
| 2017 | Polónia                                         | 13º           |
| 2019 | Bélgica / Eslovênia / França / Países Baixos    | 24º           |
| 2021 | Chéquia / Estónia / Finlândia / Polónia         | 21º           |
| 2023 | Bulgária / Israel / Itália / Macedônia do Norte | 20º           |

### Liga Europeia
| Ano  | Sede         | Classificação |
| ---- | ------------ | ------------- |
| 2005 | Cazã         | 8º            |
| 2006 | Esmirna      | 8º            |
| 2015 | Wałbrzych    | 4º            |
| 2016 | Varna        | 1º            |
| 2018 | Karlovy Vary | 1º            |
| 2019 | Tallinn      | 4º            |
| 2021 | Kortrijk     | 3º            |
| 2022 | Varaždin     | 5º            |
| 2023 | Zadar        | 8º            |
| 2024 | Osijek       | 4º            |

## Elenco atual
Lista de jogadores de acordo com a última convocação para a Liga Europeia de 2022:

Técnico:  Fabio Soli
| Camisa | Nome            | Posição    | Altura (m) | Clube atual                            |
| ------ | --------------- | ---------- | ---------- | -------------------------------------- |
| 1      | Henri Treial    | central    | 2,01       | VC Greenyard Maaseik                   |
| 2      | Renet Vanker    | levantador | 1,95       | VC Greenyard Maaseik                   |
| 6      | Martti Juhkami  | ponteiro   | 1,95       | VK ČEZ Karlovarsko                     |
| 8      | Märt Tammearu   | ponteiro   | 1,98       | Knack Volley Roeselare                 |
| 10     | Silver Maar     | líbero     | 1,88       | Dukla Liberec                          |
| 13     | Johan Vahter    | líbero     | 1,90       | Fréjus Var Volley                      |
| 17     | Timo Tammemaa   | central    | 2,04       | Cerrad Enea Czarni Radom               |
| 20     | Mart Naaber     | central    | 2,12       | Bigbank Tartu                          |
| 21     | Stefan Kaibald  | ponteiro   | 1,93       | Energiequelle Netzhoppers KW-Bestensee |
| 22     | Markkus Keel    | levantador | 1,93       | Foolad Sirjan Iranian                  |
| 25     | Valentin Kordas | oposto     | 1,91       | Valentin Kordas                        |
| 26     | Kevin Saar      | ponteiro   | 1,91       | Altekma SK                             |
| 27     | Markus Uuskari  | oposto     | 1,97       | Pärnu VK                               |
| 32     | Mihkel Varblane | central    | 2,04       | Selver Tallinn                         |